# Chlorfluorosulfat
Chlorfluorosulfat ist eine chemische Verbindung aus der Gruppe der Fluorosulfate.

## Gewinnung und Darstellung
Chlorfluorosulfat kann durch Reaktion von Schwefeltrioxid mit Chlorfluorid bei tiefen Temperaturen
{\displaystyle \mathrm {SO_{3}+ClF\longrightarrow ClOSO_{2}F} }
oder durch Reaktion von Peroxydisulfuryldifluorid mit Chlor bei 125 °C unter Druck gewonnen werden.
{\displaystyle \mathrm {Cl_{2}+S_{2}O_{6}F_{2}\longrightarrow 2\ ClOSO_{2}F} }

## Eigenschaften
Chlorfluorosulfat ist eine äußerst reaktive blassgelbe Flüssigkeit, die mit Wasser sehr heftig reagiert. Sie zersetzt sich beim Erwärmen auf Raumtemperatur unter Rotfärbung.